# Átkomplex
Az átkomplex Lewis-sav és Lewis-bázis reakciójával kialakuló só, ahol a sav vegyértéke nő, formális töltése csökken (e definícióban a vegyérték a koordinációs szám szinonimájaként használatos).
Gyakran az -át az anyag nevének szuffixumaként használatos, például bórvegyület átkomplexe a borát. Így a trimetilborán metillítiummal reagálva LiB(CH3)4-ot ad. A fogalmat Georg Wittig vezette be 1958-ban. A fémek, például az átmenetifémek, valamint a 2., 12. és 13. csoportok fémei és félfémei képesek átkomplexek alkotására. Továbbá a 14–18. csoportok nagyobb oxidációs számú elemeinek is ismertek átkomplexei.
Az átkomplexek az óniumionok párjai. A Lewis-savak donorral (2 e− X-típusú ligandum) reagáló központi atommal átionokat alkotnak, kapcsolódás után anionná válik. A Lewis-savak akceptorral (0 e− Z-típusú ligandum) reagálva kationná válnak a kapcsolódás után.

## Az -át szuffixum
Az átion utalhat általánosan számos anionra. Az átvegyület ilyen aniont tartalmazó sót vagy ilyen funkciós csoportot tartalmazó észtert jelent.
Az -át és -it fogalmak általában hasonló képletű anionokra, semleges gyökökre és kovalensen kötött funkciós csoportokra utal. Például a nitrát jelentheti a nitrátiont (NO−3), a nitrátészterek –NO3 vagy –ONO2 funkciós csoportját vagy a nitrátgyököt, más néven nitrogén-trioxidot (·NO3). A legtöbb ilyen vegyület oxoanion és hozzájuk hasonló nevű gyök és funkciós csoport.
Szervetlen savakból levezethető anionok például:
- Teljesen deprotonált anionok, például borát, karbonát, nitrát, cianát, izocianát.
- Részben deprotonált anionok, például hidrogén-szulfát, hidrogén-foszfát, dihidrogén-foszfát.

Szerves savakból levezethető anionok például:
- Karboxilátionok (például formiát, acetát, propionát, butirát, izobutirát, oxalát és ezek kénanalógjai, a tiokarboxilátok, például a tioacetát.
- Foszfonát- és szulfonátionok.
- Deprotonált alkoholok, például metoxid, etoxid, valamint ezek kénanalógjai, a tiolátok.

A liát egy vagy több proton elvesztésével ionizált oldószer.
Az -át szuffixum fluoranionokra, egy vagy több protont és ennél több elektront szerző fluorvegyületekre is használható. A tetrafluorborát (BF−4) például így vezethető le bór-trifluoridból.

## Fordítás
Ez a szócikk részben vagy egészben  az   Ate complex című angol Wikipédia-szócikk ezen változatának fordításán alapul.  Az eredeti cikk szerkesztőit annak laptörténete sorolja fel. Ez a jelzés csupán a megfogalmazás eredetét és a szerzői jogokat jelzi, nem szolgál a cikkben szereplő információk forrásmegjelöléseként.